# Jardín Botánico Atlántico
El Jardín Botánico Atlántico de Gijón (JBA), es un jardín botánico de unas 25 hectáreas de extensión, que se encuentra en Cabueñes, Gijón, en la comunidad autónoma del Principado de Asturias, España. 
Este es el único jardín botánico de Asturias. Es miembro de la Asociación Ibero-Macaronésica de Jardines Botánicos,del BGCI y de la Milla del Conocimiento Margarita Salas.

## Localización
El jardín botánico atlántico de Gijón se encuentra cerca del campus y de la Universidad Laboral de Gijón, a unos 3 kilómetros del centro urbano de la ciudad, en unos terrenos de las parroquias de Deva y Cabueñes. 
Como llegar:
- Autobús: Se llega a la entrada principal del botánico en la parada de autobús llamada "Jardín Botánico", con las líneas 1, 2, 18, 26 y E71 de Emtusa.
- Automóvil: El jardín botánico se encuentra en la Av. del Jardín Botánico s/n (Antigua Carretera nacional 632), y dispone de aparcamiento propio junto a la entrada del recinto.

## El Jardín

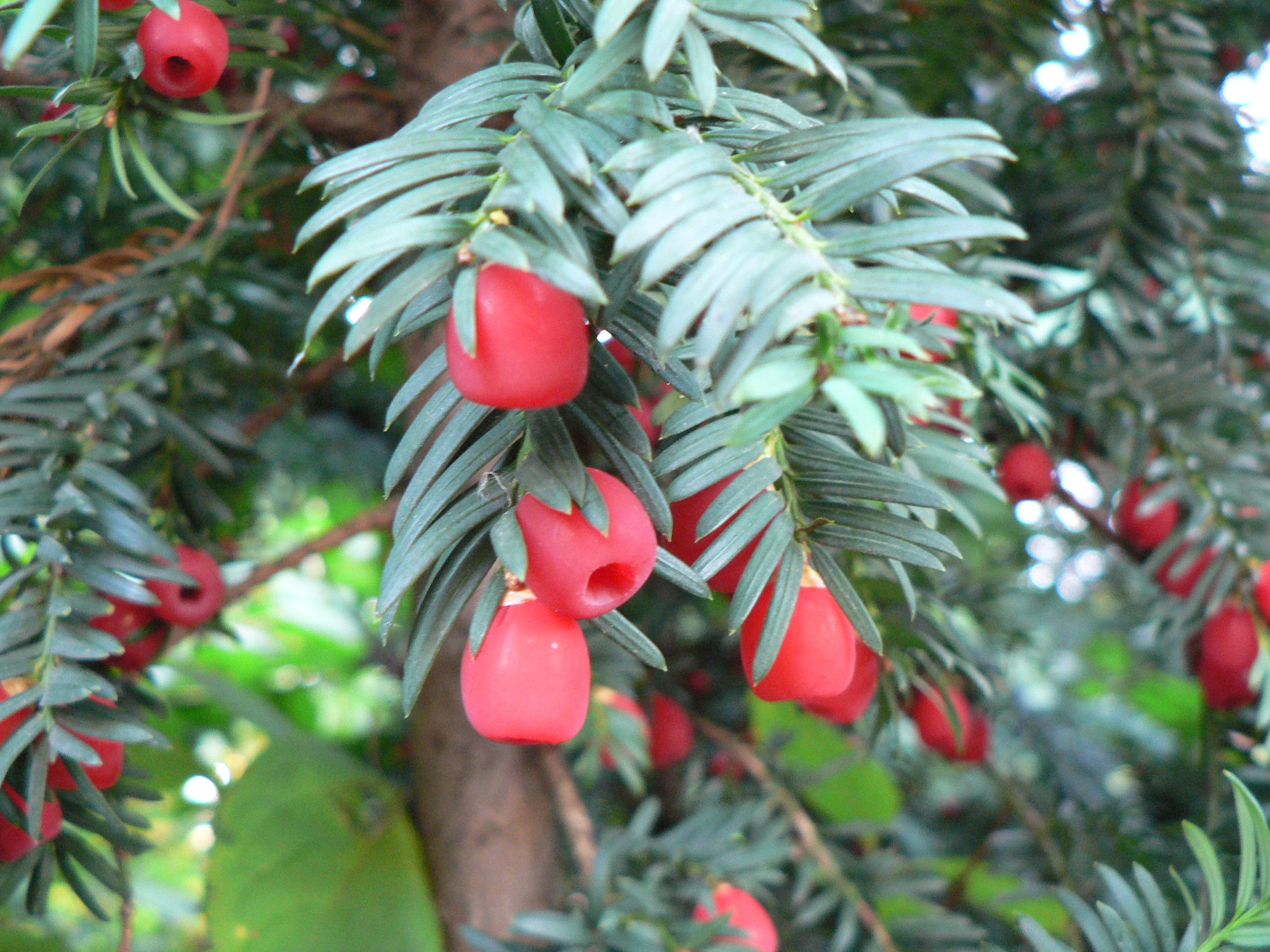
Hojas y frutos de Taxus baccata, una de las especies del Jardín Botánico Atlántico de Gijón

Este jardín situado a dos kilómetros de Gijón ha sido el primero de su tipo en el noroeste de España al inaugurarse el 25 de abril de 2003. Tiene una extensión de 150 000 m². aunque está en proyecto su expansión hasta los 250 000 m². Dentro de todo este terreno se catalogan alrededor de 30 000 plantas de 2000 especies distintas. El jardín está dividido en cuatro entornos diferenciados, que son el entorno Cantábrico, la factoría vegetal, Jardín histórico de la Isla y el itinerario atlántico.
Para su creación el Ayuntamiento de Gijón promovió un concurso internacional, resultando ganador el equipo multidisciplinar constituido por el Instituto de Recursos Naturales y Ordenación del Territorio de la Universidad de Oviedo (INDUROT)(responsable del Proyecto Botánico), el estudio de arquitectura TAU-Noriega formado por Ángel Noriega y colaboradores (responsable de la Arquitectura), la empresa INGENIAqed (responsable de la Museografía) y el paisajista Ricardo Librero (responsable de la Arquitectura del Paisaje).
Las obras se iniciaron en diciembre de 2002 tras tres años de desarrollo del proyecto, participando en la inversión el Principado de Asturias y la Unión Europea a través del Fondo Social Europeo junto al Ayuntamiento de Gijón. Inaugurado el 25 de abril de 2003.

### Entorno cantábrico
Este entorno está representado por el laurel en la zona de presentación inicial. En este espacio se da cita la diversidad floral del arco cantábrico con bosques, praderas y matorrales, todos ellos con flora cantábrica - atlántica. En esta zona se pueden encontrar hayas, abedules, robles, alcornoques, etc.

### Factoría vegetal
Este entorno está representado por la vid y el olivo en la zona de presentación inicial. En este entorno se ambienta la Tierra como una gran fábrica de naturaleza que provee al hombre de materias primas vegetales para el desarrollo de la civilización tal como la conocemos hoy en día. Esta zona se subdivide a su vez en cinco áreas que muestra la interrelación existente entre hombre y el medio que lo rodea. Estas zonas son:
- Frutales: Nos enseña el uso de estos como alimento, desde los silvestras hasta la explotación mediante cultivos de estos. En esta zona se muestran los frutales usados en la zona del Atlántico.
- Huertos: Los cultivos de legumbres, cereales y verduras desde el origen hasta la agricultura actual. Se muestran también las plantas que han servido no sólo como nutriente sino como materia prima para la industria como ropas, tientes, etc.
- Hierbas y Simples: Aquí se muestran las plantas aromáticas, especias, plantas medicinales, religiosas y simbólicas.
- Plantas indeseadas: Las malas hierbas e invasoras son aquí el tema predominante.

### Jardín histórico de la isla
Este entorno está representado por el tejo en la zona de presentación inicial. El jardín de la isla data del siglo XIX, pertenecía al industrial gijonés Florencio Valdés. En él se pueden encontrar camelias, plátanos, un estanque, laberinto de tejos, una piscina, una laguna y tiene la pista de tenis más antigua de Asturias. 
Destaca también por sus complejo hidráulicos como el estanque de baños y estanque de La Noria

### Itinerario atlántico
Este entorno está representado por un helecho en la zona de presentación inicial. En este itinerario nos adentramos mediante una senda en los seis ecosistemas presentes en el atlántico, que son :
- Mediterráneo: en preparación.
- Tropical Caribeño: Dedicado a la zona del mar Caribe, con sus manglares y grandes selvas tropicales (en preparación).
- Templado Europeo: Destacan las grandes masas boscosas como los robledales. En este punto cabe destacar la inclusión dentro del jardín de la Carbayera del Tragamón de gran valor ecológico.
- Templado Americano: Está zona está dominada por bosques caducifolios
- Boreal Europeo: La zona norte está representada con la taiga, como los bosques de coníferas
- Boreal Americano: Los bosques de coníferas son de mayor diversidad que en Europa.

## Otras zonas

### Área de Rionda
El molino de Rionda es un molino hidráulico de los que antaño plagaban la geografía asturiana.

## Equipamientos
En este jardín botánico se dedica gran espacio a distintas muestras museísticas y didácticas, en forma de exposiciones y audiovisuales: 
- Edificio de Recepción, con una exposición introductoria con el audiovisual "El Planeta Verde", donde se nos muestra la importancia de las plantas para la vida en la tierra y su historia evolutiva.
- Quintana de Rionda, se han abierto varios espacios que desarrollan los contenidos de la Factoría Vegetal. Se distribuyen en la Casa, Cuadra y Molino de la Quintana, se pueden visitar las exposiciones: "Desde siempre", "Plantas para todo", "La evolución de la Dieta Atlántica", "Los Básicos", y "El Herbolario".
- El Llagar se ubica otro espacio de museografía: "La domesticación de las plantas".
- Finca de La Isla, de unos 40.000 metros cuadrados, que alberga el Jardín Histórico, con una piscina rústica, una laguna de 1300 metros cuadrados y otros dos estanques, que forman parte de los complejos hidráulicos.
- Caseta de Baños del Jardín de la Isla hay un espacio expositivo dedicado a contar la historia de este Jardín romántico.

## Asociaciones relacionadas
La Asociación Amigos del Botánico de Gijón se creó en 1999, teniendo como fines los de apoyar la misión cultural, educativa y científica del Jardín Botánico Atlántico de Gijón y difundir su patrimonio, así como promover, en general, la cultura científica relacionada con la Naturaleza y el Medio Ambiente. La Asociación no tiene fines lucrativos y, actualmente, cuenta con casi 300 socios.